# Lenovo Group
Lenovo Group Limited kinesisk: 联想; pinyin: Liánxiǎng) eller Lenovo er en kinesisk multinational producent af computerhardware og computere med hovedkvarter i Beijing. Lenovo omsatte i regnskabsåret 2020 for 51 mia. USD og beskæftigede 63.000 medarbejdere. 

## Historie
Virksomheden blev etableret i 1984. I 2005 opkøbte de IBM's pc-division for ca. 1,75 mia. amerikanske dollar.
I 2011 opkøbte de aktiemajoriteten i elektronikproducenten Medion.